# Tất Tiết
Tất Tiết (giản thể: 毕节市, phồn thể: 畢節市, bính âm: Bìjíe shì) là một địa cấp thị ở phía tây bắc tỉnh Quý Châu, Cộng hòa Nhân dân Trung Hoa.
Phía đông và phía nam tiếp giáp với Tuân Nghĩa, Quý Dương, An Thuận, Lục Bàn Thủy (cùng tỉnh). Phía tây và phía bắc tiếp giáp tỉnh Vân Nam và Lô Châu thuộc tỉnh Tứ Xuyên.

## Hành chính
Địa cấp thị này có các đơn vị hành chính sau:
- Thất Tinh Quan (七星关区, Qīxīngguān Qū)
- Kiềm Tây (黔西市, Qiánxī Shì)
- Đại Phương (大方县, Dàfāng Xiàn)
- Kim Sa (金沙县, Jīnshā Xiàn)
- Chức Kim (织金县, Zhījīn Xiàn)
- Nạp Ung (纳雍县, Nàyōng Xiàn)
- Hách Chương (赫章县, Hèzhāng Xiàn)
- Huyện tự trị dân tộc Di, dân tộc Hồi và dân tộc Miêu Uy Ninh (威宁彝族回族苗族自治县, Wēiníng Yízú Huízú hay Miáozú Zìzhìxiàn)